# Katolska bokförlaget
Katolska bokförlaget var ett svenskt bokförlag. Förlaget drevs av jesuiter i Uppsala. Bland de författare som har publicerats på förlaget märks bland andra Catharina Broomé. Förlaget ansvarade för all officiell utgivning av katolsk litteratur i Sverige fram till dess att det lades ner runt millennieskiftet.